# Coco Schrijber

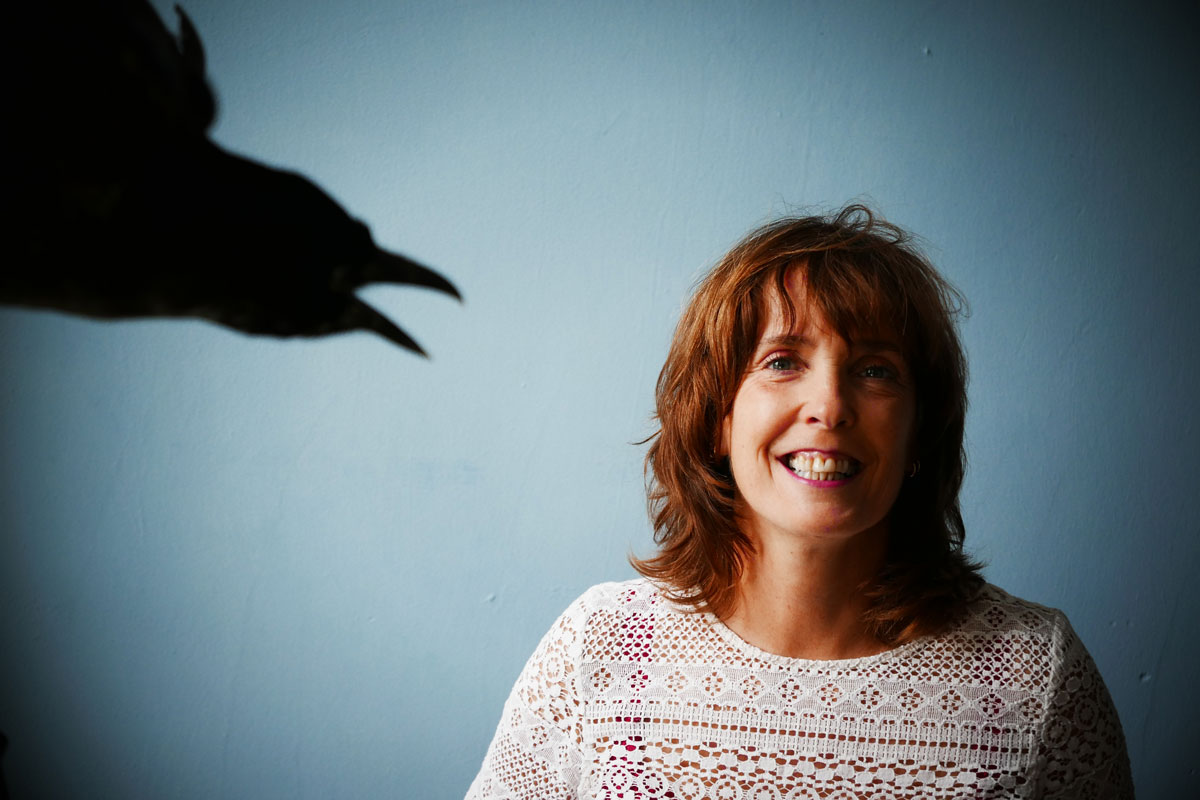
Coco Schrijber (2019)

Coco Schrijber (1961) is een Nederlands filmregisseuse van documentaires, en schrijver van de boeken De luchtvegers (2015) en Ola en de dingen (2019).
Schrijber studeerde aan de Rietveldacademie en regisseert sinds 1994 documentaires. Tijdens het Nederlands Film Festival 2008 in 2008 won ze een Gouden Kalf voor haar documentaire Bloody Mondays & Strawberry Pies (beste lange documentaire) over verveling. De film werd ook bekroond met de prijs voor beste lange documentaire en beste montage op het Internationale Filmfestival van Monterrey. en was de officiële Nederlandse inzending voor de Oscars. Met deze film won zij ook de Stimulansprijs voor artistiek Succes NFF en de Publieksprijs Dokufest in Kosovo.
In 2009, 2015 en 2017 was ze een van de genomineerden voor de Jan Hanlo Essayprijs Klein.
Haar favoriete films zijn Taxi Driver en Days of Heaven.

## Filmografie
- In Motion (1994)
- Een doodgewoon gezin (1997)
- lunch in Budapest (1997)
- First Kill (2001)
- Mooie wereld (2004)
- Bloody Mondays & Strawberry Pies (2008)
- How to meet a mermaid  (2016)
- Look what you made me do (2022)